# Asteronyx luzonicus
Asteronyx luzonicus är en ormstjärneart som beskrevs av Döderlein 1927. Asteronyx luzonicus ingår i släktet Asteronyx och familjen ribbormstjärnor. Inga underarter finns listade i Catalogue of Life.